# Tung Čung-šu
Tung Čung-šu (čínsky pchin-jinem Dǒng Zhòngshū, znaky 董仲舒; asi 179 př. n. l. – asi 104 př. n. l.) byl čínský filozof a státník chanské doby. Jeho úsilím se konfucianismus stal oficiální ideologií říše Chan.

## Život
Tung Čung-šu se narodil asi roku 179 př. n. l. v Cheng-šuej (provincie Che-pej). Za vlády chanského císaře Ťinga (panoval 157–141 př. n. l.) zahájil úřední kariéru. Byl jmenován profesorem (po-š’) pro Kung-jangův komentář k Letopisům jar a podzimů. Již jako významného učence ho císař Wu jmenoval kancléřem (čcheng-siang).

## Názory
Tung Čung-šu byl zakladatelem konfuciánské teologie. V zájmu stabilizace říše a posílení panovnické moci úspěšně prosazoval konfucianismus za státní ideologii. Prosadil založení Vysokého učení Tchaj-süe. Je mu připisováno dílo Hojná rosa Letopisů jar a podzimů (Čchun-čchiou fan-lu) v němž vyjádřil názor, že Letopisy jar a podzimů ukazují cestu působení Nebes. Toto se stalo názorem tzv. školy nového textu (ťin-wen-ťia), jíž byl vedoucím představitelem a která konfuciánství sloučila s učením o jin a jang a pěti prvcích. Ovlivněn byl i taoismem a legismem. Základem oficiální etiky ustavil principy „tří podřízeností“ (san kang, podřízenost poddaných panovníkovi, synů otci a ženy manželovi) a „pěti ctností“ (wu čchang; žen, i, li, č’ a sin).
Byl nejvýznamnějším filozofem raně chanského období. Zemřel asi roku 104 př. n. l.